# Good Boy (백지영의 노래)
Good Boy는 대한민국의 가수 백지영의 두 번째 미니 음반의 타이틀 곡으로 2012년 5월 17일 로엔 엔터테인먼트를 통해 발매되었다. "Good Boy"는 이단옆차기와 Fiera가 참여한 댄스 팝 노래로, 비스트의 용준형이 피처링으로 참여했다. 원래 "Good Boy"의 랩 파트는 백지영이 혼자 부르기로 결정돼 있었지만, 이단옆차기의 박장근이 남자와 함께 주고받으면 어떻겠냐고 제안을 해 용준형이 참여하기로 변경되었다.

## 뮤직비디오
뮤직비디오의 감독은 화장품 광고와 LG X note, 싸이언 등의 CF 감독으로 활동해왔던 강종명이 맡았다. 뮤직비디오는 4월에 일산 아트하우스 세트장에서 촬영했는데, 고급스럽고 감각적인 영상미와 오브제를 활용한 중세 분위기의 세트로 꾸몄다. 또한 뮤직비디오에 용준형이 출연했다.

## 논란
2012년 5월 22일 시민운동 단체 남성연대는 굿보이의 음원유통금지 가처분 신청을 제기했다. 같은 날 남성연대 홈페이지에는 "백지영의 '굿보이'는 연인 관계에 있는 연하남을 연상녀가 길들인다는 내용을 담고 있지만, 그 표현이 주인과 개의 관계처럼 남성을 비하하고 있다"고 주장한 글이 게재됐다. 이어 남성연대 측은 "남성이 여성에게 대든다는 표현을 '짖어댄다'거나 '주인을 문다' 등의 가사로 묘사하고 있고 뮤직비디오에서도 남성을 말 잘 듣는 개로 다룬다"고 말했다. 이어 "표현의 자유를 주장하는 이들이 있으리라 생각되지만, 남녀의 위치를 바꾸고도 표현의 자유를 말할 수 있겠느냐. 남성은 개가 될 수 있고 여성은 개가 될 수 없다고 주장한다면 당신의 사고방식은 개OO다"라며 강도 높은 비난을 하며 "정상적이고 건강한 남성들은 이런 노래에 불쾌감을 느낀다. 남성연대는 '굿보이'의 음원 유통을 반대한다"라고 덧붙였다. 이에 백지영 측은 '남성'을 '개'로 여자를 우습게 보는 ‘나쁜 남자’에 대한 경고를 여자 입장에서 재치 있게 표현한 노랫말일 뿐 남성 비하 의도는 없다고 해명했다. 또한 비스트 용준형의 랩 부분은 오히려 남자가 여자에게 일침을 가하는 내용이라 당황스럽다는 입장이라고 해명해 상황은 일단락 되었다.